# Leliūnai
Leliūnai (Russisch: Leluny) is een plaats in de gemeente Utena in het Litouwse district Utena. De plaats telt 483 inwoners (2001).

## Etymologie
De stad is vernoemd naar de omliggende moerassen (Litouws: liūnas). De eerste landeigenaren waren van Franse komaf en hebben le toegevoegd aan de plaatsnaam.

## Geschiedenis
De plaats wordt voor het eerst genoemd in de zeventiende eeuw, de eerste kerk werd gebouwd in 1698. De Duitse bezetters pakten in 1941 zo'n vijftig joden op om ze te laten executeren in de nabijgelegen plaats Utena. Tussen 1941 en 1944 was het schoolgebouw van de plaats in gebruik om krijgsgevangen op te sluiten.